# Марена
Марена (на македонска литературна норма: Марена) е село в Северна Македония, в Община Кавадарци.

## География
Селото е разположено в областта Тиквеш на десния бряг на река Луда Мара в падина под рида Градище, на около 5 киломера северно от общинския център Кавадарци.

## История
В XIX век Марена е село в Тиквешка кааза на Османската империя. Според статистиката на Васил Кънчов („Македония. Етнография и статистика“) от 1900 година селото има 570 жители българи, от които 270 християни и 300 мохамедани и 6 цигани.
Цялото християнско население на селото е под върховенството на Българската екзархия. По данни на секретаря на екзархията Димитър Мишев („La Macédoine et sa Population Chrétienne“) в 1905 година в Марина (Marina) има 288 българи екзархисти и работи българско училище.
При избухването на Балканската война в 1912 година 2 души от Марена са доброволци в Македоно-одринското опълчение.
След Междусъюзническата война в 1913 година селото попада в Сърбия.
На етническата си карта от 1927 година Леонард Шулце Йена показва Марена (Marena) като смесено българско християнско и българо-мохамеданско (помашко) село.

### „Света Богородица“
Основна забележителност на селото е старата църква „Света Богородица“, разположена в непосредствена близост до Марена, по пътя за Кавадарци. Изградена във втората половина на XIX век, църквата е трикорабна базилика.

## Личности
Родени в Марена
- Илия Темков, български революционер, деец на ВМОРО, загинал преди 1918 г.[6]
- Христо Тодоров, български революционер от ВМОРО, четник на Дончо Лазаров[7]